# カムイみさかスキー場
カムイみさかスキー場（カムイみさかスキーじょう）は、山梨県笛吹市にあるスキー場。運営会社はスポーツ用品店「スポーツカムイ」などを経営する株式会社カムイ(甲府市)。

## 概要
御坂山地の甲府盆地側斜面にある人工雪主体のスキー場。旧御坂町の国道137号沿いに位置しており、ゲレンデの標高は約860メートルから1050メートル。スノーボードはファミリーコースのみ滑走禁止。
オフシーズンには屋内ゲレンデでハーフパイプの営業を行っている。

## コース
- レインボーコース
- センターコース
- ナイアガラコース
- スターコース
- ファミリーコース
- 屋内ゲレンデ（夏季ハーフパイプ）

## 施設
- リフト
ペア4基
- スキーセンター
- 屋内ハーフパイプゲレンデ（4月下旬~12月上旬）

## アクセス
鉄道
- 中央本線甲府駅から富士急バス富士山駅行きに乗車し約50分、「みさかスキー場前」バス停下車
- 富士急行河口湖駅から富士急バス甲府駅行きに乗車し約30分、同バス停下車

自動車
- 中央自動車道一宮御坂インターチェンジより国道137号を経由し15分
- 新東名高速道路新御殿場インターチェンジより御殿場バイパス、東富士五湖道路を経由し国道137号線より45分